# Альтсгаузен
Альтсгаузен (нім. Altshausen) — громада в Німеччині, знаходиться в землі Баден-Вюртемберг. Підпорядковується адміністративному округу Тюбінген. Входить до складу району Равенсбург.
Площа — 20,48 км2. Населення становить 4079 ос. (станом на 31 грудня 2020).
У центрі міста знаходиться палац Альтсгаузен, який досі належить Вюртемберзькій династії.

## Галерея

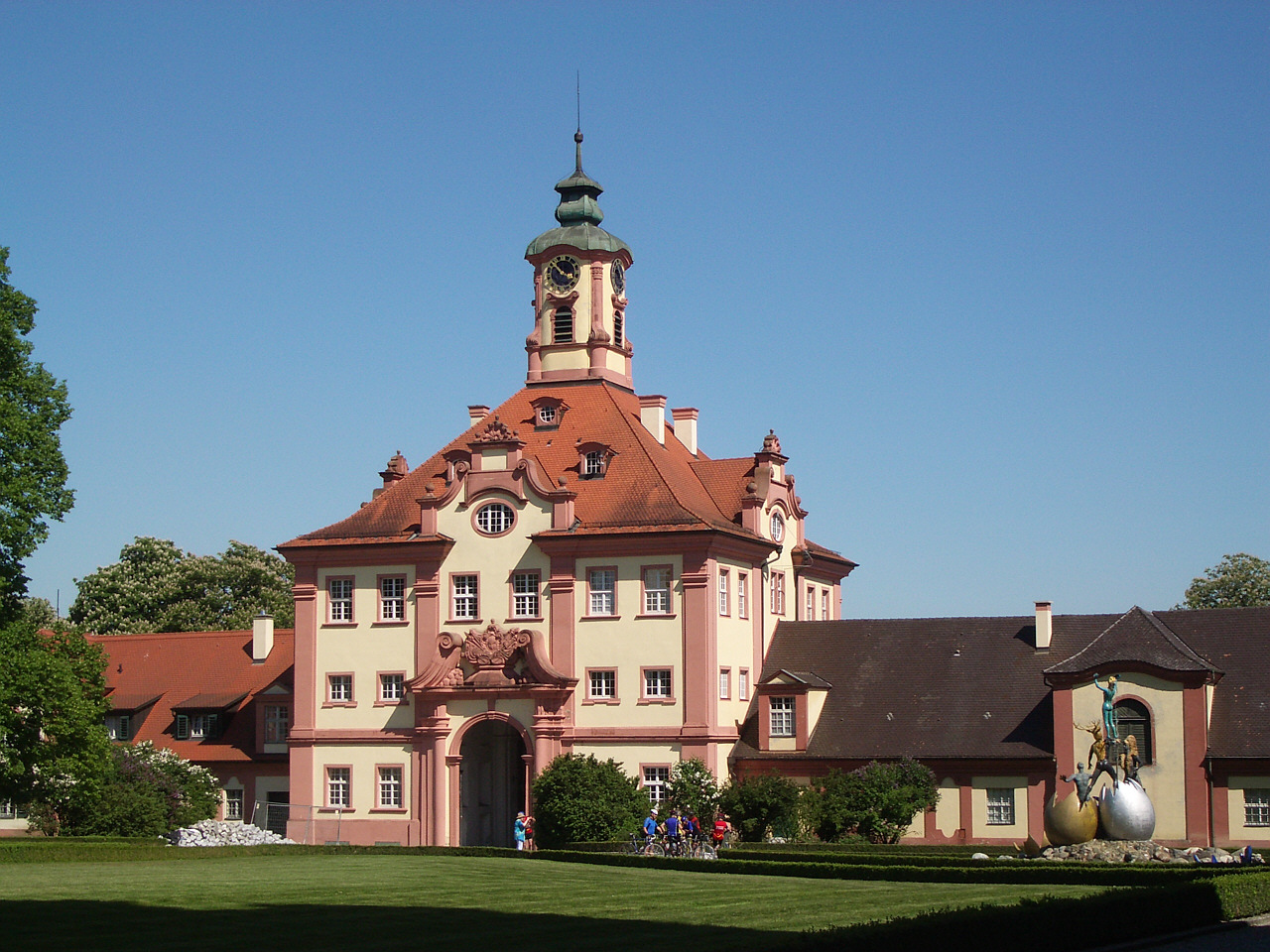
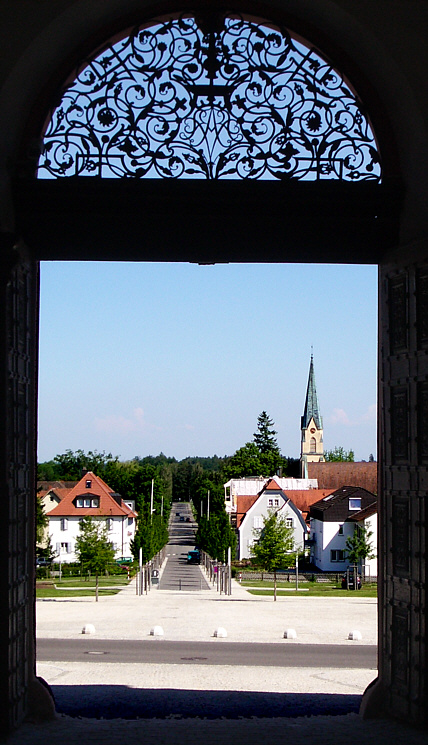
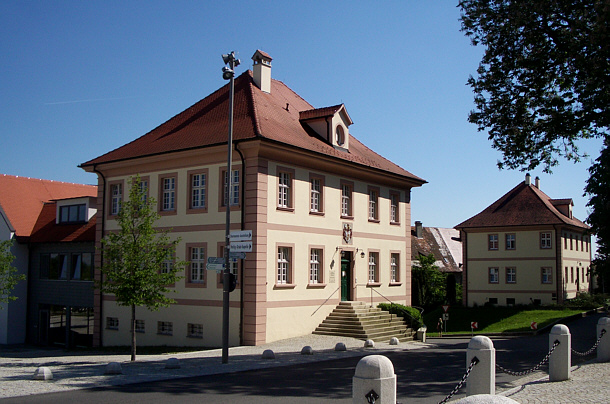

## Персоналії
- Герман Розслаблений (1013—1054) — німецький монах-бенедиктинець, історик, астроном, математик, поет, теоретик і автор музики.